# Кльвати
Кльвати (пол. Klwaty) — село в Польщі, у гміні Єдлінськ Радомського повіту Мазовецького воєводства.
Населення — 391 особа (2011).
У 1975-1998 роках село належало до Радомського воєводства.

## Демографія
Демографічна структура станом на 31 березня 2011 року:
|          | Загалом | Допрацездатний вік | Працездатний вік | Постпрацездатний вік |
| -------- | ------- | ------------------ | ---------------- | -------------------- |
| Чоловіки | 203     | 46                 | 142              | 15                   |
| Жінки    | 188     | 51                 | 108              | 29                   |
| Разом    | 391     | 97                 | 250              | 44                   |